# Oluf Chrysostomus
Oluf (Olaus) Chrysostomus (Gyldenmund), född omkring 1500, död 1553, var en dansk biskop.
Chrysostomus blev 1527 efter studier utrikes læsemester vid Köpenhamns universitet. Där uppträdde han närmast i humanistisk anda mot prästernas brist på bildning och biskoparnas världsliga levnadssätt, men då han 1529 flyttades till den evangeliska skolan i Malmö, slöt han sig till reformationen. 
Han deltog i förhandlingarna på herredagen i Köpenhamn 1530 och översatte "reformatorernas klagan" på latin, medverkade 1537 vid avfattandet av kyrkoordningen, blev sedan professor vid universitetet och präst vid Vor frue kirke i Köpenhamn. 
Slutligen blev han 1548 superintendent över Vendelbo stift och bodde till sin död i sin födelsestad Hjørring, ivrigt verksam för utbredandet av boklig bildning bland sina präster.